# PDC Order of Merit
Die PDC Order of Merit, seit Juli 2025 offiziell PDC World Rankings (Sponsorenname: Werner Rankings Ladder), ermittelt die offizielle Rangliste der teilnehmenden Spieler der Darts-Organisation Professional Darts Corporation. Die erspielten Preisgelder der Ranglistenturniere der letzten zwei Saisons ergeben eine Tabelle, nach der die Setzlisten für bestimmte Turniere erstellt werden.
Sie wurde am 12. August 2005 in ihrer heutigen Form als Geldrangliste eingeführt. Mit eingerechnet wurden alle Ranglistenturniere, welche seit der PDC World Darts Championship 2005 ausgetragen wurden. Seit der PDC World Darts Championship 2007 wird nicht mehr nur das Preisgeld ab diesem Zeitpunkt berücksichtigt, sondern das gesamte ausgespielte Preisgeld in den relevanten PDC-Turnieren der letzten zwei Jahre.
Anfang Juli 2025 wurden sämtliche PDC-Ranglisten im Rahmen eines Sponsorenvertrages mit dem Leiterhersteller Werner von „Order of Merit“ in „Rankings“ umbenannt.

## Einfluss der Rangliste auf PDC-Turniere
Die PDC World Rankings ist bei den meisten PDC-Turnieren die Voraussetzung für den Antritt und die Setzliste der Spieler.
Positionen in der Rangliste zur direkten Qualifikation für PDC-Turniere
- PDC Pro Tour: Top 64 (nach der Weltmeisterschaft)
- World Masters: Top 24 (nach der Weltmeisterschaft; qualifiziert für Hauptrunde); alle weiteren 104 Tourkarten-Inhaber sind für die Vorrunde qualifiziert
- Premier League Darts: Top 4 (nach der Weltmeisterschaft)
- UK Open: alle 128 Tourkarten-Inhaber sind qualifiziert und steigen gestaffelt nach den World Rankings ein
- World Cup of Darts: Top 2 der teilnehmenden Nationen als Team
- World Matchplay: Top 16 aktuell
- World Grand Prix: Top 16 aktuell
- European Darts Championship: keine Bedeutung
- World Series of Darts: Top 4 (nach der Weltmeisterschaft)
- Grand Slam of Darts: keine Bedeutung bei der Qualifikation Top 8 der qualifizierten Spieler sind gesetzt.
- Players Championship Finals: keine Bedeutung
- World Darts Championship: Top 40 (nach Players Championship Finals)

Die meisten Turniere nehmen gleichzeitig auch Einfluss auf die Bildung der PDC World Rankings, da deren Gelder in die Rangliste einfließen.
Major-Turniere, deren Ergebnisse in die PDC World Rankings einfließen
- World Championship
- World Masters (Einladungsturnier bis 2024)
- UK Open
- World Matchplay
- World Grand Prix
- European Darts Championship
- Grand Slam of Darts
- Players Championship Finals

Nicht-Major-Turniere, deren Ergebnisse in die PDC World Rankings einfließen
- Turniere der European Darts Tour
- Players Championships

Die Turniere der European Darts Tour und der Players Championships bilden gemeinsam die PDC Pro Tour. Die dort innerhalb eines Jahres errungenen Preisgelder werden zudem zur Aufstellung der PDC Pro Tour Rankings herangezogen, die ebenfalls zur Qualifikation bei einigen Turnieren führt. Darüber hinaus werden auch noch einzeln die European Tour Rankings zur Qualifikation für die European Darts Championship und die Players Championship Rankings für die Qualifikation zu den Players Championship Finals aufgestellt.
Bestimmte Turniere der PDC, bei denen nur einzelne Spieler eingeladen werden, haben keinen Einfluss auf die PDC World Rankings.
Einladungsturniere (kein Einfluss auf die World Rankings)
- Premier League Darts
- World Cup of Darts
- World Series of Darts, inklusive World Series of Darts Finals

## PDC World Rankings
Die Top 32 (sowie die nachfolgend besten fünf deutschsprachigen Dartspieler) mit Stand vom 30. Juli 2025 (nach Players Championships 2025, Event Nr. 23):
| Platz | Spieler               | Preisgeld   |
| ----- | --------------------- | ----------- |
| 01 ▬  | Luke Humphries        | £ 1.797.750 |
| 02 ▬  | Luke Littler          | £ 1.500.500 |
| 03 ▬  | Michael van Gerwen    | £ 739.750   |
| 04 ▬  | Stephen Bunting       | £ 620.500   |
| 05 ▲  | James Wade            | £ 611.750   |
| 06 ▲  | Gerwyn Price          | £ 533.000   |
| 07 ▼  | Chris Dobey           | £ 520.500   |
| 08 ▼  | Jonny Clayton         | £ 513.750   |
| 09 ▲  | Rob Cross             | £ 505.500   |
| 10 ▬  | Damon Heta            | £ 486.250   |
| 11 ▲  | Josh Rock             | £ 481.750   |
| 12 ▬  | Gary Anderson         | £ 475.750   |
| 13 ▬  | Dave Chisnall         | £ 469.250   |
| 14 ▬  | Ross Smith            | £ 461.250   |
| 15 ▲  | Danny Noppert         | £ 454.000   |
| 16 ▼  | Peter Wright          | £ 442.000   |
| 17 ▲  | Martin Schindler      | £ 418.000   |
| 18 ▲  | Gian van Veen         | £ 416.000   |
| 19 ▲  | Mike De Decker        | £ 398.000   |
| 20 ▼  | Ryan Searle           | £ 388.000   |
| 21 ▬  | Michael Smith         | £ 368.500   |
| 22 ▲  | Dimitri Van den Bergh | £ 363.250   |
| 23 ▼  | Nathan Aspinall       | £ 333.250   |
| 24 ▲  | Ryan Joyce            | £ 329.750   |
| 25 ▲  | Andrew Gilding        | £ 326.750   |
| 26 ▲  | Jermaine Wattimena    | £ 324.750   |
| 27 ▼  | Daryl Gurney          | £ 323.250   |
| 28 ▼  | Ritchie Edhouse       | £ 315.250   |
| 29 ▬  | Ricardo Pietreczko    | £ 314.500   |
| 30 ▼  | Joe Cullen            | £ 314.000   |
| 31 ▬  | Luke Woodhouse        | £ 298.750   |
| 32 ▬  | Dirk van Duijvenbode  | £ 278.500   |
| …     |                       |             |
| 39 ▬  | Gabriel Clemens       | £ 198.250   |
| …     |                       |             |
| 51 ▲  | Florian Hempel        | £ 109.750   |
| …     |                       |             |
| 63 ▬  | Mensur Suljović       | £ 85.750    |
| …     |                       |             |
| 70 ▲  | Lukas Wenig           | £ 45.500    |
| 71 ▼  | Niko Springer         | £ 45.250    |

## Führende der PDC Order of Merit/des PDC World Rankings im Verlauf
Anmerkungen: Die Zahl in Klammern hinter dem Spielernamen gibt an, zum wievielten Mal der Spieler der Führende der PDC Order of Merit/des PDC World Rankings war. Soweit das genaue Datum nicht bekannt ist, wird für die Berechnung der erste Tag des Monats genutzt.
| Spieler                                      | Datum         | Tage  |
| -------------------------------------------- | ------------- | ----- |
| Alan Warriner-Little                         | Jan. 1993     | 674   |
| Dennis Priestley                             | 6. Nov. 1994  | 155   |
| Rod Harrington                               | 10. Apr. 1995 | 479   |
| Phil Taylor                                  | 1. Aug. 1996  | 31    |
| Alan Warriner-Little (2)                     | 1. Sep. 1996  | 699   |
| Rod Harrington (2)                           | 1. Aug. 1998  | 728   |
| Phil Taylor (2)                              | 29. Juli 2000 | 57    |
| Peter Manley                                 | 24. Sep. 2000 | 399   |
| Alan Warriner-Little (3)                     | 28. Okt. 2001 | 69    |
| Alan Warriner-Little (4) und Phil Taylor (3) | 5. Jan. 2002  | 28    |
| Alan Warriner-Little (5)                     | 2. Feb. 2002  | 88    |
| Phil Taylor (4)                              | 1. Mai 2002   | 248   |
| John Part                                    | 4. Jan. 2003  | 203   |
| Phil Taylor (5)                              | 26. Juli 2003 | 582   |
| Colin Lloyd                                  | 27. Feb. 2005 | 469   |
| Phil Taylor (6)                              | 11. Juni 2006 | 7     |
| Colin Lloyd (2)                              | 18. Juni 2006 | 197   |
| Phil Taylor (7)                              | 1. Jan. 2007  | 365   |
| Raymond van Barneveld                        | 1. Jan. 2008  | 159   |
| Phil Taylor (8)                              | 8. Juni 2008  | 2.033 |
| Michael van Gerwen                           | 1. Jan. 2014  | 2.559 |
| Gerwyn Price                                 | 3. Jan. 2021  | 427   |
| Peter Wright                                 | 6. März 2022  | 140   |
| Gerwyn Price (2)                             | 24. Juli 2022 | 77    |
| Peter Wright (2)                             | 9. Okt. 2022  | 21    |
| Gerwyn Price (3)                             | 30. Okt. 2022 | 65    |
| Michael Smith                                | 3. Jan. 2023  | 365   |
| Luke Humphries                               | 3. Jan. 2024  |       |

## Führende der PDC Order of Merit/des PDC World Rankings am Jahresende
Anmerkung: Die Zahl in Klammern hinter dem Spielernamen gibt an, zum wievielten Mal der Spieler zum jeweiligen Zeitpunkt eine Saison an der Spitze der PDC Order of Merit/des PDC World Rankings beenden konnte. 
| Jahr | Spieler                  |
| ---- | ------------------------ |
| 1993 | Alan Warriner-Little     |
| 1994 | Dennis Priestley         |
| 1995 | Rod Harrington           |
| 1996 | Alan Warriner-Little (2) |
| 1997 | Alan Warriner-Little (3) |
| 1998 | Rod Harrington (2)       |
| 1999 | Rod Harrington (3)       |
| 2000 | Peter Manley             |
| 2001 | Alan Warriner-Little (4) |
| 2002 | Phil Taylor (1)          |
| 2003 | Phil Taylor (2)          |
| 2004 | Phil Taylor (3)          |
| 2005 | Colin Lloyd              |
| 2006 | Colin Lloyd (2)          |
| 2007 | Phil Taylor (4)          |
| 2008 | Phil Taylor (5)          |
| 2009 | Phil Taylor (6)          |
| 2010 | Phil Taylor (7)          |
| 2011 | Phil Taylor (8)          |
| 2012 | Phil Taylor (9)          |
| 2013 | Phil Taylor (10)         |
| 2014 | Michael van Gerwen       |
| 2015 | Michael van Gerwen (2)   |
| 2016 | Michael van Gerwen (3)   |
| 2017 | Michael van Gerwen (4)   |
| 2018 | Michael van Gerwen (5)   |
| 2019 | Michael van Gerwen (6)   |
| 2020 | Michael van Gerwen (7)   |
| 2021 | Gerwyn Price             |
| 2022 | Gerwyn Price (2)         |
| 2023 | Michael Smith            |
| 2024 | Luke Humphries           |

## Spieler nach Tagen als Führende der PDC Order of Merit/des PDC World Rankings
|     | Spieler               | erstmals am   | Tage | Serie |
| --- | --------------------- | ------------- | ---- | ----- |
| 01. | Phil Taylor           | 1. Aug. 1996  | 3351 | 2033  |
| 02. | Michael van Gerwen    | 1. Jan. 2014  | 2559 | 2559  |
| 03. | Alan Warriner-Little  | Jan. 1993     | 1559 | 699   |
| 04. | Rod Harrington        | 10. Apr. 1995 | 1207 | 728   |
| 05. | Colin Lloyd           | 27. Feb. 2005 | 666  | 469   |
| 06. | Gerwyn Price          | 3. Jan. 2021  | 569  | 427   |
| 07. | Luke Humphries        | 3. Jan. 2024  | 591  | 591   |
| 08. | Peter Manley          | 24. Sep. 2000 | 399  | 399   |
| 09. | Michael Smith         | 3. Jan. 2023  | 365  | 365   |
| 10. | John Part             | 4. Jan. 2003  | 203  | 203   |
| 11. | Peter Wright          | 6. März 2022  | 161  | 140   |
| 12. | Raymond van Barneveld | 1. Jan. 2008  | 159  | 159   |
| 13. | Dennis Priestley      | 6. Nov. 1994  | 155  | 155   |

## Weitere Ranglisten
Die PDC führt noch zahlreiche weitere Ranglisten, die ebenfalls die Bezeichnung Rankings bzw. bis Juli 2025 Order of Merit in sich tragen:
- Die PDC Pro Tour Rankings berücksichtigt die Summe der Preisgelder der Players Championships und der European Darts Tour – die zusammen die PDC Pro Tour bilden – aus den vergangenen zwölf Monaten. Sie wird ebenfalls für Qualifikationen und Setzlisten herangezogen. Die Preisgelder zählen gleichzeitig für die PDC World Rankings. Bis 2018 flossen auch die UK Open Qualifiers ein.
- Die European Tour Rankings berücksichtigt lediglich die Turniere der laufenden European Darts Tour. Sie wird für die Qualifikation zur European Darts Championship verwendet.
- Die Players Championship Rankings setzt sich entsprechend nur aus den Preisgeldern der aktuellen Players-Championship-Saison zusammen und entscheidet über die Qualifikation zu den Players Championship Finals.
- Die World Series of Darts Rankings wird durch die World Series of Darts bestimmt und basiert im Gegensatz zu den anderen Listen nicht auf den Preisgeldern, sondern auf einem Punktesystem. Sie ist für die World Series of Darts Finals entscheidend.
- Weiterhin gibt es die Q-School Order of Merit, die PDC Challenge Tour Rankings, die PDC Development Tour Rankings und die PDC Women’s Series Rankings.
- Die UK Open Order of Merit wurde bis 2018 für die Qualifikation zur UK Open durch die UK Open Qualifiers gebildet. Seither existiert sie wegen eines geänderten Modus’ nicht mehr.